# POLA (Modelleisenbahnzubehör)
Pola (Pola – Fabrikation feiner Modellspielwaren) war ein Hersteller von Modelleisenbahnzubehör in Rothhausen.

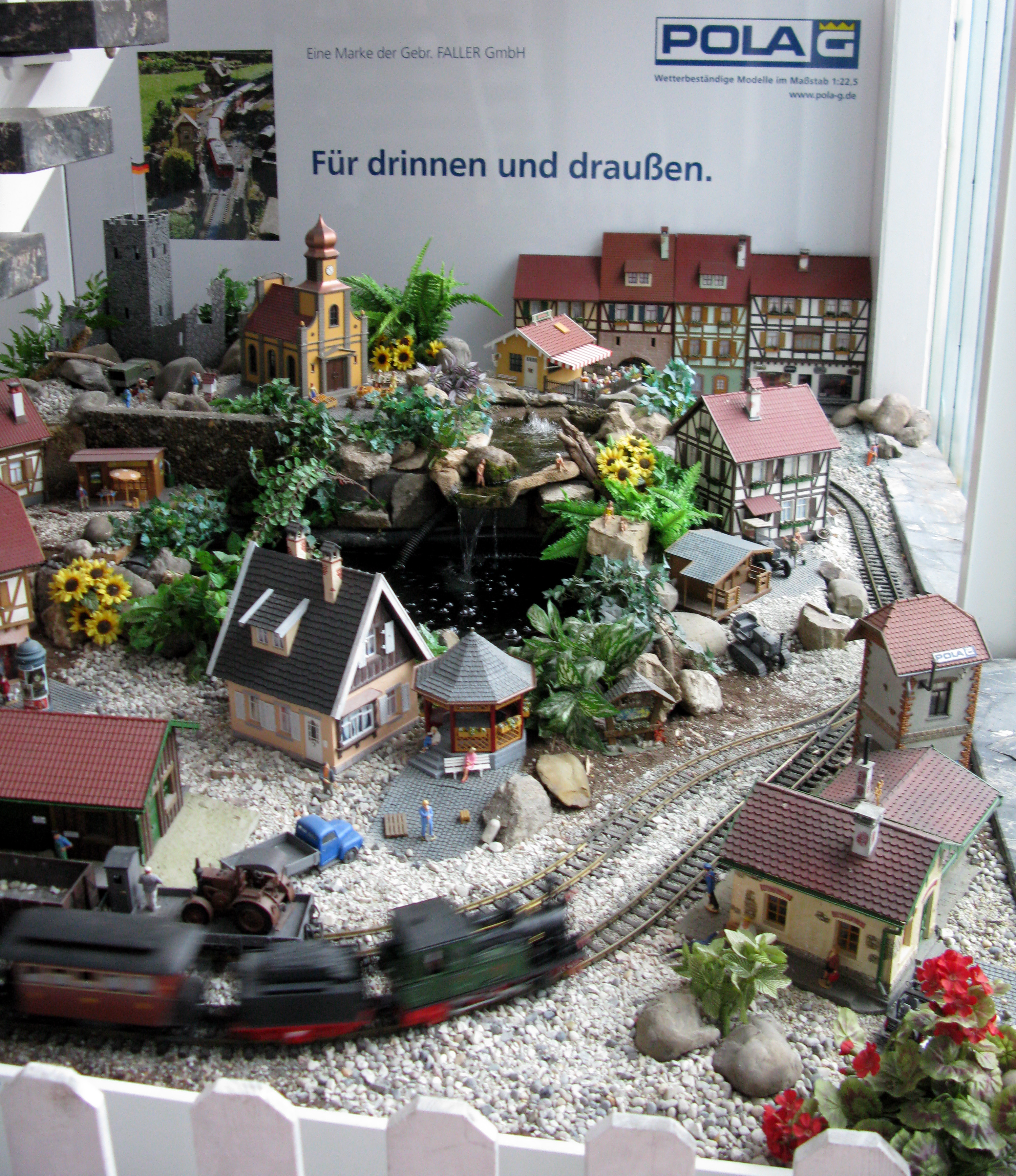
POLA Spur G Gebäudebausätze von Faller

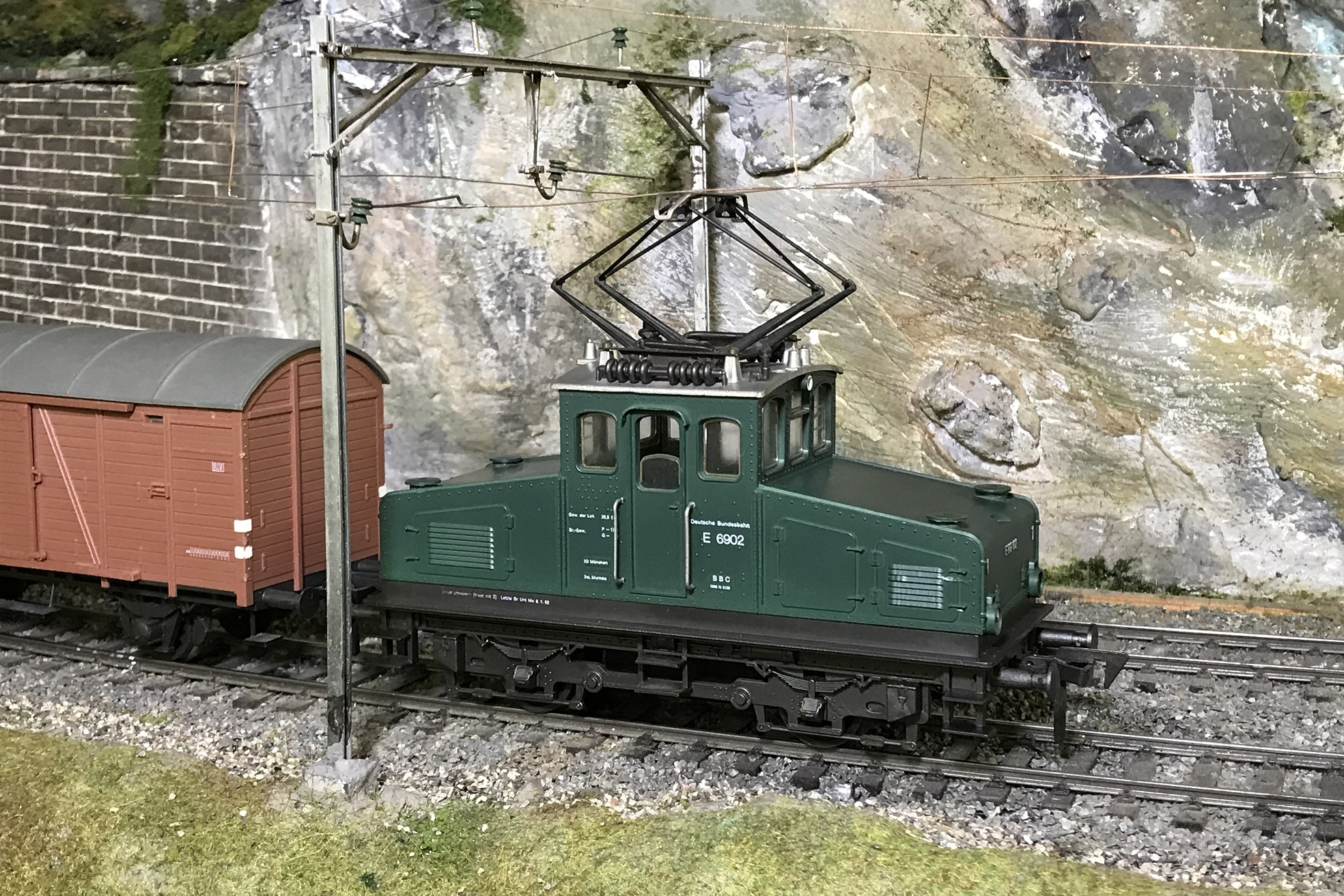
Fertigmodell der POLA Maxi Spur 0 E 69 02

## Geschichte
Das Unternehmen wurde 1957 von Horst Pollak, Kaufmann aus Schweinfurt, gegründet. Später wurde der Firmensitz nach Rothhausen/Franken verlegt. Der 49-jährige Firmengründer verunglückte am 16. April 1985 bei einem Flugzeugabsturz in der Nähe von Zell am Ebersberg tödlich. Anschließend übernahm Otto-Andreas Schrüfer aus München die Firma (nun: Pola Spiel- und Freizeitartikel GmbH).
Das Bausatzprogramm ging am 1. Februar 1997 an die Firma Gebrüder Faller GmbH über, die allerdings nur Markenrechte und Produktionsanlagen übernahm, nicht aber Grundstücke, Gebäude und Arbeitsplätze. 30 Beschäftigte wurden entlassen; der Standort Rothhausen wurde aufgegeben.
Faller führt heute nur noch die Bausätze für die Gartenbahn unter dem Namen „Pola G“, während die Bausätze im H0- und N-Maßstab in das eigene Faller-Sortiment übernommen wurden.

## Produkte

### Gebäudebausätze
Anfang der 1960er Jahre begann die Produktion von Kunststoffbausätzen, u. a. in Zusammenarbeit mit der Firma Vau-pe. Produziert wurden Gebäude in den Maßstäben H0, TT, N und 2.
Zeitweise wurden auch Eisenbahnmodelle für die Nenngröße 0 produziert und in Zusammenarbeit mit dem italienischen Modellbahnhersteller Rivarossi unter dem Namen „Pola-Maxi“ vertrieben. Später erschienen einige dieser Modelle als Bausätze unter dem Namen „Rai-Mo“.